# Eider Eibar Zugazabeitia
Eider Eibar Zugazabeitia (Amorebieta-Etxano, 1980) és una il·lustradora biscaïna coneguda sobretot per la seva aportació a la literatura infantil i juvenil basca, atès que hi ha il·lustrat nombrosos llibres, però també pel seu treball en altres àrees de la imatge com ara l'animació, la pintura mural i el disseny.

## Carrera professional

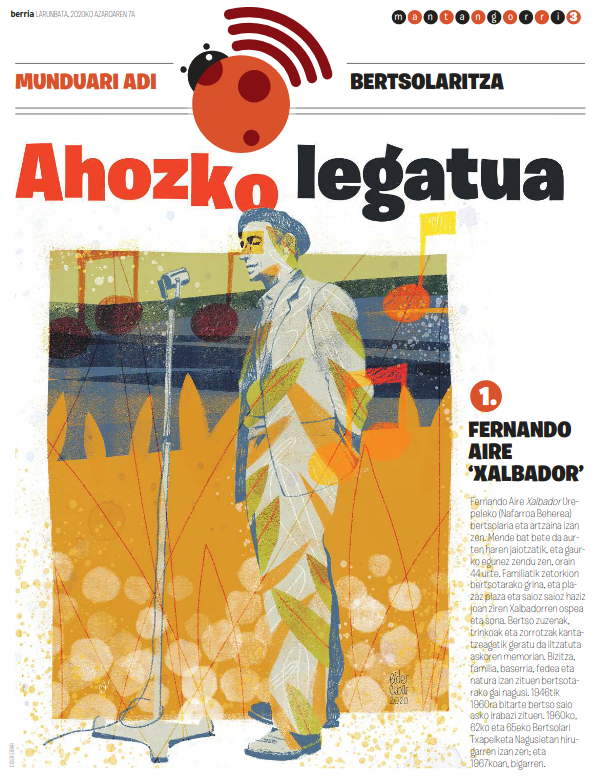
Eibar col·labora sovint a Berria, al suplement Mantangorri.

Es va llicenciar en Belles Arts a la Universitat del País Basc i va fer cursos d'animació a la Universitat Pompeu Fabra, a Barcelona. Un colp finalitzats aquests estudis, la seva producció ha estat sempre estretament vinculada al món del dibuix.
El primer llibre que va il·lustrar es va publicar l'any 2001: Hondartzako kioskoa/The ice cream stand d'Ana Urkiza, a través de Gara. El següent, que va ser llançat el 2005 per l'editorial Ibaizabal (Izeko Mirenek lagun berria du de Goio Ramosena), va ser una experiència molt especial per a ella. Des d'aleshores, ha treballat il·lustrant més d'un llibre a l'any, principalment literatura infantil  i juvenil.
El 2009, juntament amb Larraitz Zuzazo va fundar Dirudi, una empresa especialitzada en disseny gràfic, il·lustració i animació.
Ha fet contribucions d'allò més importants, com ara la gravació, l'edició i la postproducció d'un vídeo dedicat als fans després de la gira HARIA 2012-2013 del grup de rock basc Berri Txarrak, i l'edició i la postproducció d'un videoclip de la cançó "No Space No Time" per a Gari.
Un altre projecte en què ha participat és Mosu Stickers, que es centra en la creació de vinils per a infants. El fi que persegueix és el de poder decorar les parets de la seva habitació amb il·lustracions pròpies.
Eibar també ha treballat en el diari Gara; fins i tot els mateixos dibuixos de les històries de Katixa katu botadunaren han estat fets per ella. L'escriptor Peru Magdalena i ella van rebre el Premi Juul per aquesta obra. D'afegitó, el mapamundi infantil Munduko loreak mapa també es va distribuir al diari.
Tot i que Eibar és coneguda sobretot per les seves il·lustracions en obres infantils i juvenils, l'any 2015 va publicar un àlbum mut —sense cap mena de text— titulat Barrukoa, adreçat a un públic més madur i per primera vegada en solitari. Amb aquest àlbum ha volgut narrar un viatge; és més, una història amb cada imatge. Són il·lustracions elaborades amb molt de detall i cadascuna pren el seu propi caràcter. Tal com s'explica en una entrevista a l'Associació d'Escriptors Bascos d'aquell mateix any, l'obra va enfortir Eibar, en tant que aquest treball tota sola va suposar per a ella un gran pas en la seva carrera artística.
També va muntar-ne una exposició a la llibreria Zuloa de Vitòria, que va durar fins al 30 de setembre de 2015.

## Tècnica d'il·lustració
Eibar comenta que la passió pel dibuix la caracteritza del principi, perquè quan el duu a terme «se sent lliure» i creu que és una mena de llenguatge per a expressar els seus pensaments i sentiments.
Abans de res, marca amb llapis el que vol fer i després completa la imatge pintant-la. Pel que fa a la tria del color, esmenta que hi influeixen l'estat d'ànim en què es troba i les emocions que li desperten. A Eibar li agrada fer formes suaus i reflectir el moviment. En la seva producció artística, desenvolupa diversos personatges, expressions i formes. Sovint empatitza amb els infants i reflexiona sobre com interpretarien la imatge que fa. Hi ha qui descriu el seu estil com «rodó, dolç i tranquil.»

## Tallers
El 21 de maig de 2016, en què es commemora el Dia Internacional de la Diversitat Cultural, va fer un taller de creació d'un mural modular a la plaça Biscaia de Bilbao, adreçat a un públic familiar.

## Exposicions
- 2013 - Racó d'il·lustradors: Eider Eibar., Centre Cultural Aiete, 5 de febrer al 12 de maig de 2013, Sant Sebastià[11]
- 2015 - Centre Cultural Eider Eibar Kipulala Lugaritz, del 6 de març al 24 d'abril de 2015, Sant Sebastià. Aquesta exposició es basava en el XIV Concurs de contes de recerca Lugaritz 2015[12]

- 2015 - Eider Eibar: Interior des de fora, del 25 de maig al 5 de setembre de 2015, Zuloa Gasteiz

- 2015 - Eider Eibar: Interior des de fora, del 12 de setembre al 30 de setembre de 2015, Amorebieta[13]

- 2015-2016 - Eider Eibar: Interior des de fora, del 27 de novembre de 2015 al gener de 2016, Durango

- 2016 - Eider Eibar Kapulana penjat amb Miren Amuriza, del 22 de gener al 30 de gener de 2016[14]

## Premis
- XXX Premi Lizardi, el 2011, atorgat per l'Ajuntament de Zarautz. No està gaire clar per què hi va treballar amb l'esportista Idoia Etxeberria.

## Obres[calcitació]

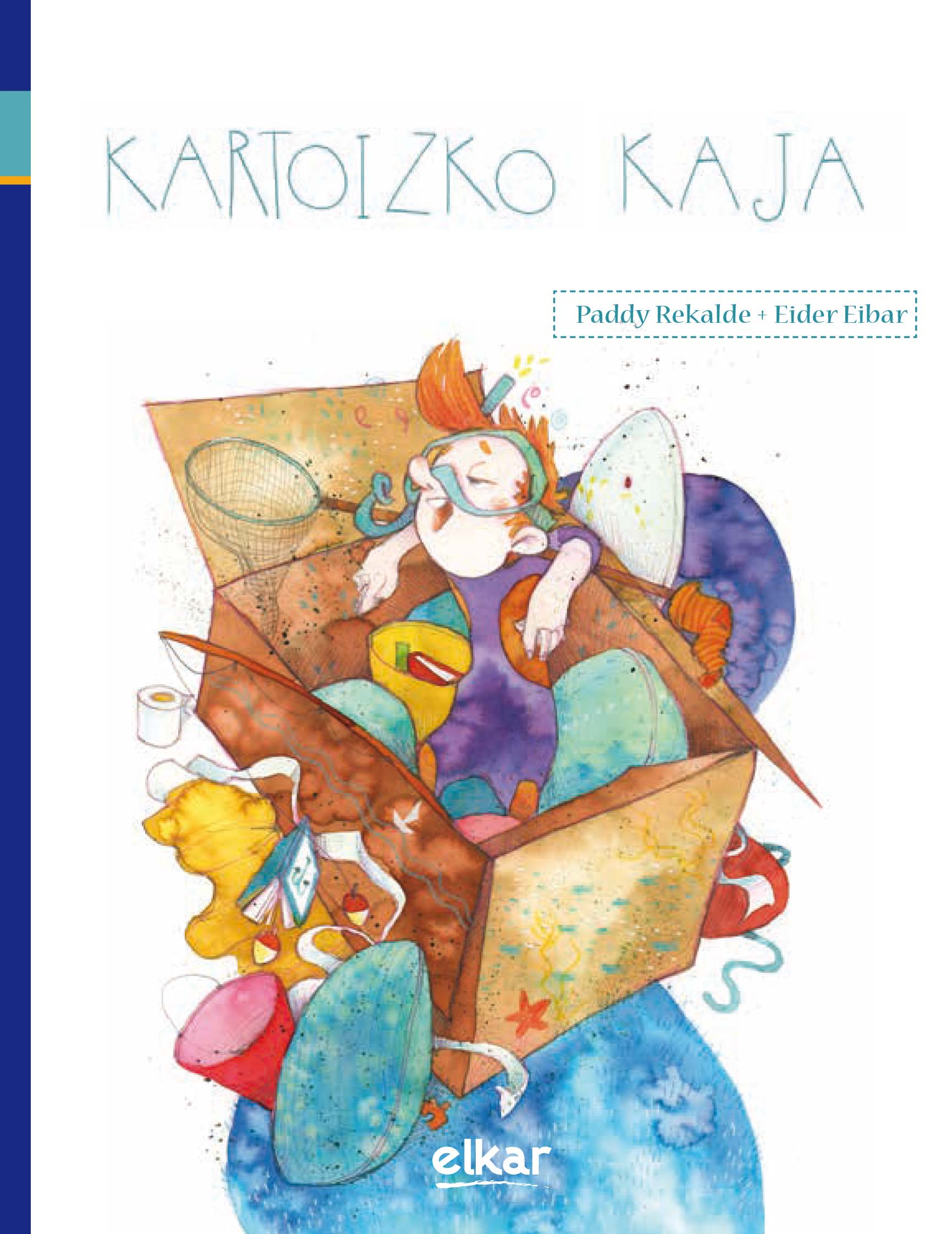
Coberta de Kartoizko kaja (Elkar, 2016), amb text de Paddy Rekalde.

Hi ha molts llibres il·lustrats per Eider Eibar. Algun dels publicats els darrers anys són:
- Pirata Ximon de Josu Waliño (Aizkorri, 2012)
- Katixa katu botaduraren abenturak de Perú Magdalena (Gara, 2012)
- Gure etxea de Ruben Ruiz (Erein, 2012)
- Gaua balkoian de Leire Bilbao (Messenger, 2012)
- Kaiuko bat elurretan de Lourdes Unzueta (Elkar, 2013)
- Dragoi urdin bat de Toti Martínez de Lezea (Erein, 2013)
- Maddalenen usaina de Yolanda Arrieta (Ibaizabal, 2014)
- Amalia eta Amelia de Castillo Suarez (Denonartean, 2014)
- Errotondan bueltaka de Leire Bilbao (Elkar, 2015)
- Barrukoa d'ella mateixa (EDO!, 2015)[15]
- Kartoizko kaja de Paddy Rekalde (Elkar, 2016)